# The Damned Things
The Damned Things – supergrupa, składająca się z muzyków Fall Out Boy (Joe Trohman i Andy Hurley), Anthrax (Scott Ian), Every Time I Die (Keith Buckley i Josh Newton) i Volbeat (Rob Caggiano). Nazwa zespołu inspirowana jest tekstem piosenek Ram Jam Black Betty. Spotkanie thrashowców, pop punkowców i metalcore'owców zaowocowało muzyką, która najłatwiej scharakteryzować terminem stoner rock, z wpływami macierzystych grup muzyków.

## Historia
Zalążki nowego projektu pojawiły się około czterech lat temu, kiedy gitarzysta Joe Trohman i Scott Ian spotkali się i zaczęli pisać muzykę dla nowego projektu. Wkrótce zaprosili Keitha Buckleya i Andy'ego Hurleya.
Zespół zagrał swój debiutancki koncert w Knitting Factory w Nowym Jorku w dniu 1 czerwca 2010 r. a pierwszy brytyjski koncert w Londynie w klubie Heaven 10 czerwca. Zespół grał też na drugim etapie na Download Festival 13 czerwca 2010 r., oraz na scenie Helvíti podczas Copenhell Festival w dniu 12 czerwca 2010 roku. Pierwszy singiel „We've Got Situation Here” został wydany przez iTunes w dniu 25 października 2010 roku. Piosenki „Ironiclast” i „We've Got Situation Here” zostały wydane razem jako singiel na 7. calowym winylu i CD w dniu 26 listopada 2010 r., nakładem Metal Club Stores. W dniu 21 października 2010, zespół umieścił piosenkę „Friday Night (Going Down In Flames)” na swoich kontach w Facebooku i MySpace'ie.
W dniu 29 listopada 2010, zespół opublikował piosenkę „Little Darling” dostępną poprzez streaming w serwisie AbsolutePunk.net.
Debiutancki album zespołu Ironiclast ukazał się w dniu 14 grudnia 2010 nakładem Island Records. Gitarzysta Joe Trohman wspomniał o albumie, że zespół za cel obrał sobie blues z heavy metalowymi/klasyczno-rockowymi riffami w połączeniu z elementami z ich własnych zespołów, co zaowocowało tradycyjnym hard rockiem w połączeniu z cięższymi elementami Anthrax i Every Time I Die, i chórkami rodem z repertuaru Fall Out Boy. Trohman wspomniał też o takich zespołach jak Thin Lizzy i Led Zeppelin jako mających swój wpływ na brzmienie płyty. W wywiadzie udzielonym w grudniu 2010 roku, gitarzysta Joe Trohman potwierdził, że Josh Newton z Every Time I Die nie dołączył do zespołu jako basista na pełny etat.
Na okres 19 stycznia – 24 lutego 2011 zespół odbył tournée w ramach The Jagermeister Music Tour z Buckcherry, Hellyeah i All That Remains.

## Skład zespołu
- Keith Buckley – wokal (2009–2012, od 2016)
- Joe Trohman – gitara prowadząca, wokal (2009–2012, od 2016)
- Rob Caggiano – gitara, wokal (2009–2012, od 2016)
- Scott Ian – gitara rytmiczna, wokal (2009–2012, od 2016)
- Andy Hurley – perkusja, instrumenty perkusyjne (2009–2012, od 2016)
- Josh Newton – gitara basowa (2010–2012, od 2016)

## Dyskografia
| Tytuł      | Dane dot. albumu                                   | Pozycja na liście | Sprzedaż         |
| Tytuł      | Dane dot. albumu                                   | USA Heat.         | Sprzedaż         |
| ---------- | -------------------------------------------------- | ----------------- | ---------------- |
| Ironiclast | - Data: 14 grudnia 2010 - Wydawca: Mercury Records | 1                 | - USA: 6,2 tys.+ |

## Teledyski
| Tytuł                        | Rok  | Reżyseria     | Album      | Źródło |
| ---------------------------- | ---- | ------------- | ---------- | ------ |
| „We've Got A Situation Here” | 2010 | Brendon Small | Ironiclast | [ 10 ] |

## Nagrody i wyróżnienia
| Rok  | Kategoria     | Tytułem           | Nagroda                         | Nota | Źródło |
| ---- | ------------- | ----------------- | ------------------------------- | ---- | ------ |
| 2011 | Best New Band | The Damned Things | Metal Hammer Golden Gods Awards | Laur | [ 11 ] |